# Paul Schmidt (atleta)
Paul Schmidt   (Nebrowo Wielkie, 9 d'agost de 1931) és un atleta alemany, ja retirat, especialista en curses de mig fons, que va competir durant les dècades de 1950 i 1960.
En el seu palmarès destaquen dues medalles de bronze en els 800 metres del Campionat d'Europa d'atletisme de 1958 i 1962. També guanyà sis campionats nacionals dels 800 metres a l'aire lliure, de 1956 a 1958 i de 1959 a 1962, i quatre en pista coberta, de 1957 a 1959 i el 1961. El 1962 va establir el rècord del món en pista coberta dels 600 metres.
El 1956 va prendre part en els Jocs Olímpics d'Estiu de Melbourne, on va quedar eliminat en sèries en la cursa dels 800 metres del programa d'atletisme. Quatre anys més tard, als Jocs de Roma, fou quart en la mateixa cursa

## Millors marques
- 800 metres. 1' 46.2" (1959)
- 1.500 metres. 3' 42.5 " (1958)[4][5]